# Samebug
A Samebug egy magyar szoftverfejlesztő vállalat volt. Egy szoftverhibák kijavítására szolgáló adatbázist fejlesztettek, melynek célja a programozók segítése volt hibajavítás közben. A felhasználók előtt a rendszer 2015 márciusában nyílt meg. 2019 februárjában a céget és teljes csapatát felvásárolta az amerikai Rollbar.

## Története
A Samebug projektet Tamási-Irsai Renáta, Tamási Árpád és Pató Bálint kezdte el 2013-ban. Egy olyan megoldáson kezdtek dolgozni, ami a hibák megfigyelése után összeköti a fejlesztőket, hogy egymás segítségére lehessenek. 2015-re Pató Bálint kiszállt. A céget a Tamási házaspár, kiegészülve Poroszkai Dániellel ebben az évben jegyezte be hivatalosan Samebug, Inc. néven az Egyesült Államokban, Delaware Államban.
A kezdeti időszakban finanszírozást az alapítók saját pénzükből állták nagyrészt, valamint a kifizetéseket a Infokom-Innovátor Nonprofit Kft. fedezte.
2014 májusában részt vettek az MIT által szervezett startup akcelerátor programban, Bostonban. A program segítette az alapítókat üzleti kapcsolatok kiépítésében, valamint vállalkozói képességeik fejlesztésében.Ekkor vált nyilvánvalóvá az alapítók számára, hogy a hibamegfigyelés már telített piac, így átálltak a megoldás szolgáltatására, a fejlesztők összekötésére.
Ugyanebben az évben $150.000 befektetést vontak be külföldi és magyar angyalbefektetőktől.
2017-ben újabb, immár magbefektetést kapott a Samebug: a Day One Capital Management, amerikai magánbefektetők és Fejes Balázs, az EPAM Systems Global Üzleteinek egyik vezetője, $550.000-t fektetett be.
2019 februárjában a kaliforniai székhelyű Rollbar felvásárolta a Samebug-ot.

## Termékek
Tudásbázis szoftverhibáknak: A Samebug algoritmus jelentéstanilag megvizsgál stack trace-eket, majd automatikusan csoportosítja és rangsorolja ezeket. A Samebug honlapján bárki kereshet az tudásbázisban egy stack trace bemásolásával. Ha a hiba már előfordult valakinél, akkor az oldal listázza a hibához kapcsolódó közösségi megoldásokat. A termék célja a szoftverfejlesztés felgyorsítása a hibajavítás megkönnyítésén keresztül. A Samebug felhőalapú szolgáltatást nyújt SaaS modellt alkalmazva.

## Külső hivatkozások
- samebug.io – weblap
- blog.samebug.io – blog